# Изолача (Сондрио)
Изолача је насеље у Италији у округу Сондрио, региону Ломбардија.
Према процени из 2011. у насељу је живело 1147 становника. Насеље се налази на надморској висини од 1356 м.